# HD 91496
HD 91496 är en ensam stjärna belägen i den södra delen av stjärnbilden Kölen. Den har en skenbar magnitud av ca 4,92 och är svagt synlig för blotta ögat där ljusföroreningar ej förekommer. Baserat på parallax enligt Gaia Data Release 2 på ca 3,1 mas, beräknas den befinna sig på ett avstånd på ca 1 040 ljusår (ca 320 parsek) från solen. Den rör sig bort från solen med en heliocentrisk radialhastighet på ca 13 km/s.

## Egenskaper
HD 91496 är en orange till gul jättestjärna av spektralklass K4/5 III. Den misstänkts ha varierande ljusstyrka, men detta har inte bekräftats.  Den har en massa som är ca 6 solmassor, en radie som är ca 115 solradier och har ca 2 790 gånger solens utstrålning av energi från dess fotosfär vid en effektiv temperatur av ca 3 900 K.
HD 91496 har en sex magnituder svagare följeslagare med en separation av 33 bågsekunder. Denna är dock en avlägsen bakgrundsstjärna.